# Palácio Imperial
Palácio Imperial, även känt som Paço de São Cristóvão och som Palácio Imperial de São Cristóvão, är ett palats i parken Quinta da Boa Vista i São Cristóvão i Rio de Janeiro i Brasilien. 

## Bakgrund
Byggnaden skänktes av sin ägare Elias Antônio Lopes till den portugisiska kungafamiljen då den flydde till Brasilien år 1808. Det utvidgades och byggdes om till ett palats 1819–21. Brasiliens kejserliga familj använde byggnaden som privatbostad mellan 1822 och 1889, medan Paço Imperial tjänade som arbetsbyggnad. 
Efter avskaffandet av monarkin 1889 användes byggnaden en tid av den nya regeringen. Den blev sedan lokal åt Museu Nacional da Universidade Federal do Rio de Janeiro. 

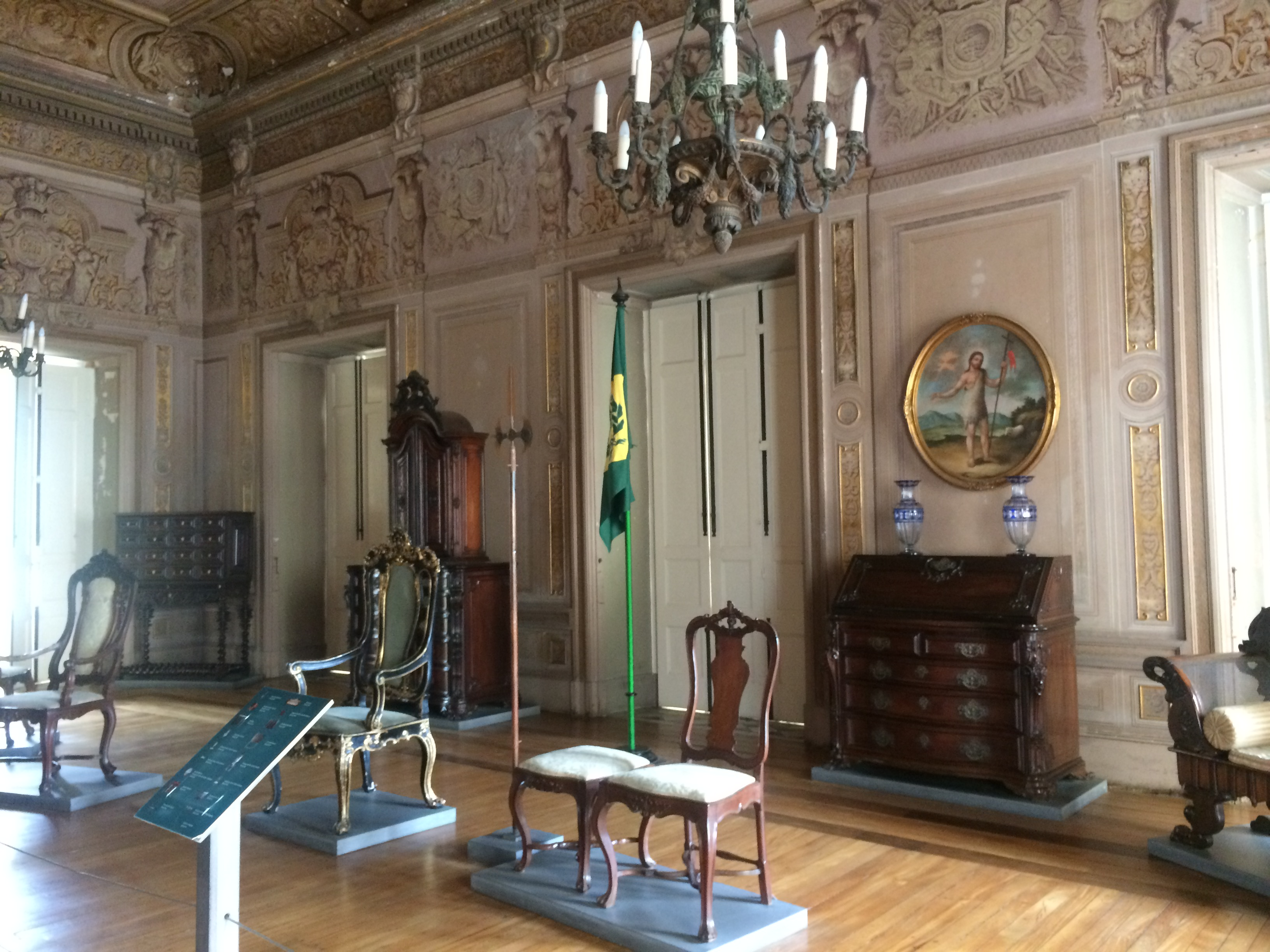
Interiör